# Скогволд, Хенрик Лангос
Хенрик Лангос Скогволд (норв. Henrik Langaas Skogvold; род. 14 июля 2004, Хьеллер, Акерсхус) — норвежский футболист, нападающий клуба «Лиллестрём».

## Клубная карьера
Скогволд — воспитанник клуба «Лиллестрём». 22 августа 2021 года в матче против «Олесунн» он дебютировал в Типпелиге. В начале 2023 года Скогволд на правах аренды перешёл в «Старт». 23 апреля в матче против «Брюне» он дебютировал в Первый дивизион Норвегии. В этом же поединке Хенрик забил свой первый гол за «Старт». По окончании аренды игрок вернулся в «Лиллестрём». 30 июля в поединке против «Хам-Кам» он забил свой первый гол за клуб. 

## Международная карьера
В 2023 году в составе юношеской сборной Норвегии Скогволд принял участие в юношеском чемпионате Европы на Мальте. На турнире он сыграл в матчах против команд Испании, Исландии и Греции. В поединке против греков Хенрик забил гол.